# Lungro
Lungro (Ungra in arbëresh) è un comune italiano di 2 050 abitanti della provincia di Cosenza in Calabria.
Sito a 600 metri s.l.m. e posto a nord-ovest del capoluogo della omonima provincia, nel medioevo era già noto come casale "Lungrum" e, nel XV secolo, fu terra di approdo per gli esuli dall'Albania in fuga dai turco-ottomani.
Tra i maggiori centri della comunità albanese d’Italia (arbëreshe), è la capitale religiosa degli italo-albanesi continentali, sede dell'Eparchia bizantina, che raccoglie sotto la propria giurisdizione tutte le comunità albanesi d'Italia continentale che hanno conservato il rito bizantino. L'antica lingua albanese (arbërishtja), i riti religiosi orientali e i tipici costumi della cultura d'origine sono tramandati e conservati gelosamente dai suoi abitanti.

## Geografia fisica

### Territorio

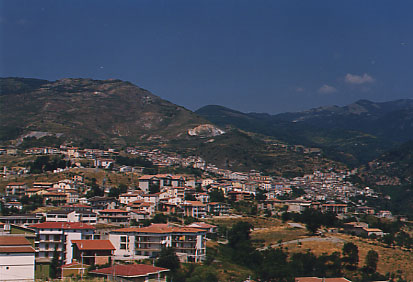
Vista panoramica di Lungro

L'abitato è situato alle falde del monte Petrosa a 600 metri s.l.m. ed è fiancheggiato da due fiumi: il Galatro (o Fiumicello) e il Tiro. Il Mar Ionio dista poco più di 40 km raggiungibili attraverso la SS 534 e la SS 106. Confina ad est con il territorio del comune di Saracena, a sud e sud-ovest con quelli di Firmo e Altomonte (il torrente Fiumicello delinea il confine), a nord-ovest con il territorio di Acquaformosa e sulle zone montuose all'interno del Parco nazionale del Pollino, rispettivamente a nord-ovest e nord, con San Donato di Ninea, Orsomarso e Verbicaro. L'ambiente è prevalentemente montano nella parte settentrionale, con boschi di faggio e castagno, mentre scendendo verso sud, ad una minore altitudine, vi si trovano oliveti, vigneti e colture miste a rotazione. Il paese apre un'ampia veduta che si estende sino alla piana di Sibari, ed è circondato da campi coltivati, a parte il lato a monte ove è presente vegetazione spontanea che anticipa le amenità floreali e faunistiche. È uno dei comuni in cui è presente il Pino Loricato. Dal punto di vista idrologico Lungro è un paese ricco di acqua (Lungro, Ungros in greco, significa umido) con le sue numerose sorgenti di acqua ed il suo torrente Tiro che non va mai in secca. Negli anni '30 il servizio idrografico nazionale registrava circa 40 sorgenti, alcune delle quali perse; tra le restanti vi sono: le sorgenti Buldano che alimentano l'acquedotto comunale ed hanno una portata di oltre 20 l/s, sorgente Kreres in zona Mumurro, una sorgente sita in contrada Scornavacca, che sgorga acqua con una elevata presenza di sale ed altre piccole sorgenti. Una menzione va fatta per le sorgenti Venaglie, nel comune di Saracena, ma al confine con Lungro, che nascono dal monte Cernistaso ed hanno una portata di oltre 50 l/s. Queste, captate dall'azienda So.Ri.Cal. alimentano gli acquedotti dei comuni di Firmo, Altomonte, Zoccalia (frazione di Saracena), Tarsia, San Lorenzo del Vallo, Terranova da Sibari e Spezzano Albanese.
Il clima è prevalentemente caldo nella stagione estiva e temperato nel periodo invernale. La temperatura media annua è tra i 14° e i 16° gradi, mentre le precipitazioni medie si attestano tra i 1200 e i 1400 mm annui. Il paese fa parte della zona climatica D con circa 2010 gradi giorno. Non mancano, tra i mesi di gennaio e febbraio, precipitazioni nevose principalmente nelle zone alte del paese.

### Impianto urbanistico

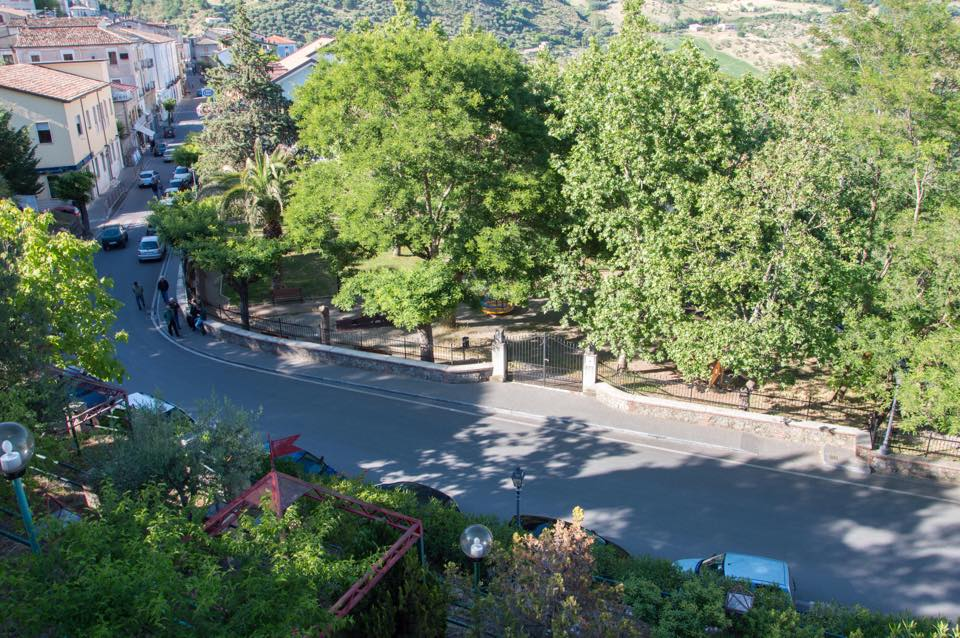
Le due ville comunali attraversate da Corso Giorgio Castriota Scanderbeg

Completamente diversa dal primo borgo medioevale le cui case davano su strade parallele con qualche strada trasversale per il passaggio (simile all'accampamento romano), la struttura architettonica del paese arbëreshë è per lo più a forma circolare. Infatti gli edifici venivano costruiti attorno ad una piazzetta a forma circolare. Tutte le aperture principali danno su una piazzetta. Ogni agglomerato di case costituisce una gjitonia il cui nome deriva da elementi presenti nel territorio: Kastjeli (presenza di un castello), Bregu (zona più alta dell'abitato, 780 m.s.l.m.), Konxa (Icona - Presenza della Chiesa di Santa Maria di Costantinopoli con l'icona della Madonna), Shin Lliri (Presenza della chiesa di Sant'Elia, Kriqi (presenza di un crocefisso), Abati (presenza, un tempo, dell'Abbazia di S. Maria delle Fonti), Burgu (il primo borgo medievale), Taverna (il corso principale), Quenga (la piazza del "commercio"), Sheshi (in piazza XVI Luglio).

Tra le strette vie del centro storico, le tipologie architettoniche sono distinte per gjitonia, ossia vicinato in albanese, le porte del borgo medioevale e gli antichi palazzi signorili. La gjitonia è un settore del rione, ha rappresentato e rappresenta tuttora, anche se in maniera più limitata essendosi il centro storico svuotato a seguito dello sviluppo edilizio che ha spostato gran parte degli abitanti verso zone nuove e con caratteristiche cittadine, un vero e proprio nucleo sociale con regole proprie. Qui si possono percorrere itinerari suggestivi storici per riscoprire gli ambienti e le vicende di un popolo che ha mantenuto la propria identità, esaltando la propria diversità etnica e culturale. 

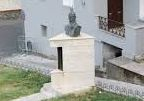
Busto di Giorgio Castriota Scanderbeg

Il paese conserva emergenze architettoniche religiose e civili, nonché poche altre strutture industriali ridotte ad archeologia. Forti sono ancora le espressività riconducibili alla “protezione” simbolica, in particolare le edicole votive come quelle di San Leonardo e Sant'Elia, sulle omonime strade. Le due piazze principali sono piazza Giuseppe Garibaldi, famosa per il mercato ortofrutticolo, e piazza Agostino Casini (dov'è stato collocato il busto di Scanderbeg) dalla quale si snoda la più imponente via del paese, corso Giorgio Castriota Scanderbeg (si estende lungo la ex SS105, ora SP263) dove esistono due ville comunali poste l'una di fronte all'altra. Il paese è dislocato in declivio, presentando un'articolazione compatta ma irregolare nell'aggregazione delle singole unità, alquanto preservate nella destinazione d'uso, nei caratteri architettonici e nell'uso dei materiali.

## Origini del nome
Il nome Lungrum appare per la prima volta nella storia, intorno al XII secolo. L'etimo Lungrum o Ugrium sembra riferirsi alla particolare umidità del suo territorio. Secondo Domenico De Marchis, il suo nome deriva dal greco ugros ("umido", "fluido", "acqua"). Tale teoria sarebbe avvalorata anche dal nome dell'antico monastero del casale di Lungro, "Santa Maria delle Fonti".
Secondo un'altra ipotesi, il nome del borgo deriverebbe invece da una colonia di Ungari stanziatasi sul territorio alcuni secoli prima dell'arrivo delle genti Arbëreshë.

## Storia
Il nome Lungrum appare per la prima volta nella storia, intorno al XII secolo. Nel 1193, Ogerio (o Ruggero) e Basilia, feudatari Brahalla (antico nome di Altomonte), con il beneplacito di Soffrido, vescovo di Cassano, concessero il territorio antistante la chiesetta di Santa Maria de Fontibus nei pressi del casale di Lungrum (anche Hungarium) ai monaci basiliani «totum casale […] Lungrum, cum omnibus vassallis, angariis, & villani qui sunti ibi».
Attorno al monastero si sviluppò un piccolo agglomerato rurale abitato da gente autoctona. Dopo il dissolvimento del Regno dei Normanni (1194) e sotto il dominio degli Svevi (1266), l'abbazia e il casale di Lungrum attraversarono un lungo periodo di crisi e le cose peggiorarono ulteriormente con il dominio degli Angioini (1266-1442) prima, degli Aragonesi poi (1442-1495).
Ciò continuò sino a quando, nel 1486, Paolo Porta (o della Porta), abate dell’Abbazia di Santa Maria delle Fonti, accolse 17 famiglie Albanesi che si stabilirono intorno al monastero basiliano; i nomi dei capo-famiglia erano i seguenti: Straticò, Mattanò, Jerojanni, Cagliolo, Belluscio, Prevati (oggi Loprete) Baccaro (oggi Vaccaro), Musacchio, Brescia, Damisi, Manisi, Marco, Cortese, Tripoli, Cucco (oggi Cucci), Bavasso, Matranga (oggi Matrangolo).
Intanto l'abbazia di Santa Maria delle Fonti, che da diverso tempo attraversava un periodo di profonda crisi, nel 1525 venne abbandonata dai monaci va
basiliani e trasformata in Commenda a disposizione del pontefice.
Nel 1531, Lungrum, casale di Altomonte, venne scorporato per essere infeudato ai Venato che lo tennero sino al 1586, quando passò ai Campilongo (o Campolongo); nel 1621 passò ai Pescara e, infine, nel 1717 passò ai Sanseverino, Principi di Bisignano e conti di Saponara.
Nel 1532, nel casale di Lungrum si contarono 77 fuochi, mentre nel 1545 i fuochi erano 149, ma non tutti erano albanesi; infatti tra i cognomi censiti, troviamo sia cognomi italiani che albanesi; questi erano: Baccaro, Bavasso, Bellezze (Bellizzi), Belluscio, Burrelce, Conte, Cortese, Crisius, Cucchio, Cucchia, Danese (Damese, Damis), De Alfano, Da Falogna, De lo Prevete (Del Prete), De Marco, Dorise, Dorosi (Dorsa), Ferraro, Freca, Fresciva, Gramise, Greco, Lecchadita, (Leccaditi), Marso, Marzo, Matino, Iroianni (Irianni), Mosacchio, Russo, Saxus, Solanus, Stratico.
Gli albanesi ridiedero vita al piccolo insediamento rurale, ponendo la lingua, i costumi, le tradizioni e le credenze religiose del paese di origine. Furono abili allevatori e contadini e in breve tempo diedero una nuova configurazione urbana al centro abitato. Il rapido proliferare delle famiglie albanesi consentì al casale di acquisire nel 1546 il titolo di "Universitas", con il quale si riconosceva agli abitanti il diritto di creare nel suo seno un'amministrazione cittadina.
Nel 1576, l'abate commendatario Camillo Venati riconfermò agli albanesi i capitoli, immunità e grazie concessi loro già nel 1508.
Nella seconda metà del XVII secolo e durante il XVIII secolo, si intensificarono gli scontri tra le famiglie baronali dei Sanseverino di Altomonte ed i Pescara di Saracena. A Lungro si verificarono numerosi scontri politici per l'acquisizione di alcuni diritti baronali su feudi precedentemente contesi. Nel corso degli anni si intensificarono i secolari contrasti religiosi tra il rito greco-bizantino degli albanesi e il rito latino delle popolazioni confinanti. Numerosi preti albanesi subirono il carcere a causa della pratica del rito orientale, ma i lungresi, si strinsero intorno a loro e, lottando con tenacia, riuscirono a conservare la propria identità religiosa. Dal 1768 gli albanesi di Lungro tenacemente intrapresero la difesa del proprio. Per secoli, grazie anche all'opera della Chiesa bizantina, hanno continuato a mantenere il proprio rito come elemento della propria identità. Così si definì religione cattolica perché unita a Roma, e greco-bizantina per l'unione con l'Oriente e il credo bizantino nella liturgia e teologia spirituale.
Secondo l'ordinamento amministrativo disposto dal Generale Championnet nel 1799, Lungro fu assegnato al Cantone di Castrovillari, Dipartimento del Crati. Nel 1807 fu fatto sede di Governo, mentre nel 1811 venne posto nella Giurisdizione di Altomonte. Nel 1820 veniva dichiarato Capoluogo di Circondario al posto di Altomonte.

### Risorgimento Lungrese
A Lungro già nel 1820 per reprimere gravi “misfatti” compiuti contro il governo borbonico ad atto di alcuni movimenti irredentisti la polizia a mandò un giudice istruttore quindi nel giugno del 1820 a Lungro era attiva la Carboneria la era sempre più frequentata, anche se, dovettero passare parecchi anni, prima di registrare altre rivolte. Un'insurrezione contro i borboni, si compì a Cosenza nel marzo del 1844. Essa vide la partecipazione di molti arbëreshë, tra i quali i lungresi Pasquale Cucci e i fratelli Angelo e Domenico Damis. La rivolta venne sedata in modo duro ma i lungresi continuarono la loro attività: il 2 giugno 1848, parteciparono all'insurrezione di Cosenza, dove si costituì un governo dove venne nominato capitano il lungrese Domenico Damis. L'offensiva di Ferdinando II continuò con l’avanzata delle truppe del generale Busacca che sbarcava a Sapri con 2500 uomini. Il 14 giugno Domenico Mauro giunse a Lungro e con Vincenzo Stratigò, Domenico Damis, Pietro Irianni, Pier Giuseppe Samengo ed altri 200 volontari lungresi raggiunse Campotenese il 15 giugno. Intanto dalla Sicilia comandato dal generale Ribotti, arrivava a Cosenza un contingente di 800 uomini. Il 27 giugno il Busacca sferrò un attacco alla compagnia di Giuseppe Pace (arbëresh di Frascineto) che, assistito dagli uomini di Stratigò e di Damis, riuscì ad ottenere una strepitosa vittoria costringendo il nemico alla ritirata. Di li a poco, le truppe borboniche, prepararono l’offensiva con la marcia del generale Lanza che dalla Basilicata stava per congiungersi al Busacca presso Castrovillari. I lungresi per spezzarne l'offensiva vollero tendere un agguato in un punto strategico: sul ponte del fiume Cornuto. Il compito venne assunto dai salinari lungresi, esperti guastatori, che in poco tempo riuscirono a far saltare il ponte, ma il 30 giugno il generale Lanza riuscì a raggiungere Campotenese. Le cinque compagnie, comandate rispettivamente da Stratigò, Damis, Mauro, Baratta e Pace, avendo scoperto dell’alto tradimento del generale Ribotti, si lanciarono disperatamente contro il nemico. Fu una lotta impari poiché gli arbëreshë erano numericamente inferiori e provati dalle battaglie precedenti e quindi furono duramente sconfitti e costretti a ritirarsi. Così Lanza occupò Campotenese e si ricongiunse al Busacca nei pressi Castrovillari. Il 1º luglio Stratigò e Damis insieme a Mauro scesero a Lungro dove sciolsero le compagnie; ciò nonostante, una sessantina di loro, tra cui molti lungresi, nella speranza di riaccendere la rivolta, si diressero verso il Cilento ma vennero subito bloccati dalle truppe borboniche. Per i misfatti del ’48 molti arbëreshë e molti lungresi furono incarcerati, relegati al domicilio coatto o espulsi dalla miniera di salgemma. Domenico Damis venne condotto nelle carceri di Procida e condannato a 25 anni di ferri, ridotti poi a 18. Angelo Damis fu costretto al domicilio obbligato presso la propria abitazione. Vincenzo Stratigò venne mandato al domicilio coatto. Pier Giuseppe Samengo fu arrestato, ma subitamente scarcerato per mancanza di prove. Pasquale Cucci fu costretto alla latitanza. Ferdinando II faceva chiudere per un biennio (1848-1850) anche il Collegio di San Demetrio Corone (definito dal Re «covo di vipere», perché considerato il luogo da dove partivano e si attuavano tutti gli atti di cospirazione contro il suo governo). A Lungro, il 16 luglio 1859, Vincenzo Stratigò, latitante ricercato dalla polizia borbonica, esaltando i successi delle truppe franco-piemontesi nelle battaglie di Palestro e San Martino, incitò i lungresi alla rivolta contro tiranno e riunì la popolazione nella piazza antistante la propria abitazione. Ancora una volta, però, la rivolta venne violentemente sedata e molte persone tradotte nelle carceri di Lungro e Cosenza. Così recita un articolo in prima pagina del Giornale del Regno delle Due Sicilie, n 156, del 19 luglio 1859 (Archivio famiglia Stratigò): «Il 16 del corrente mese nelle ore pomeridiane, pochi forsennati del comune di Lungro cominciarono a percorrere l’abitato con grida sediziose incitando quella gente a fare altrettanto. Fra essi un Vincenzo Stratigò si diè ad arringare la popolazione, ed alcuni suoi complici si condussero al vicino comune di Firmo con lo stesso reo intento, ma fu vano il loro tentativo venendo assai male accolti da quegli abitanti. L'ordine fu ristabilito immediatamente all’arrivo del Sottointendente del Distretto e dalla forza di pochi gendarmi. Otto dei principali colpevoli sono già in prigione.» Il 6 maggio 1860 Domenico Damis partì con i Mille da Genova alla volta di Marsala. Dalla Sicilia avvisò i patrioti lungresi di prepararsi a seguire Garibaldi verso Napoli. Alla notizia del suo arrivo ben 500 volontari partirono dalla sola Lungro. Così Angelo Damis, capo legionario della zona, organizzò cinque compagnie guidate da altrettanti illustri lungresi come Vincenzo Stratigò, Cesare Martino, Pietro Irianni, Pasquale Trifilio e Pier Giuseppe Samengo. Il 2 settembre, sotto una pioggia di fiori, Garibaldi arrivò a Castrovillari; insieme a lui Domenico Damis che prese il comando delle compagnie lungresi. Alla legione di Lungro si unirono quelle di Frascineto e Civita, costituendo così una brigata sotto il comando di Giuseppe Pace. Il 1 ed il 2 ottobre le truppe borboniche opposero una residua resistenza ai nostri. Nella battaglia del Volturno i lungresi combatterono valorosamente ottenendo una splendida vittoria. Tutt'oggi a Lungro parte della toponomastica è dedicata alle vicende Risorgimentali: tra le più famose vie e piazze vi sono Via dei Mille, via dei 500, Piazza XVI Luglio e Piazza Generale Damis.

### Gli internati liberi a Lungro
Nel periodo che intercorre tra il 1940 ed il 1943 a Lungro, a seguito della promulgazione delle leggi razziali, furono deportati come "internati liberi" circa venti profughi ebrei, giunti in Italia dalla Polonia e dalla Germania, ed una dozzina di deportati politici. Gli "internati liberi" strinsero amicizia con i residenti del luogo: un internato medico cominciò a visitare alcuni malati, un giovane internato seguì gratuitamente delle lezioni private (poiché i figli di internati non potevano andare a scuola) presso un professore del posto e, caso particolare di integrazione, un internato al termine del confinò sposò una donna lungrese.
Tutti gli internati sopravvissero fino alla Liberazione e all'arrivo dell'esercito alleato nel settembre 1943, ad eccezione di un profugo (Emilio Haimann) deceduto a Lungro per cause naturali il 17 aprile 1941.

### Incidente aereo di Santa Maria del Monte
Il 25 marzo 1982 muore all'età di 24 anni il tenente Giovanni Pinto del 32º Stormo, schiantatosi a bordo di un Fiat G.91 sui monti tra Acquaformosa e Lungro, precisamente in località Santa Maria del Monte. Un pastore aveva avvistato in quel giorno verso le ore 13 una "fiammata in cielo" ma solo il giorno dopo, salendo sui monti a pascolare il gregge, trovò i resti del velivolo. Tra le ipotesi dell'incidente la più accreditata è la presenza di fitti banchi di nebbia. In suo ricordo è stato eretto un trullo nella località dello schianto.

### Simboli
Lo stemma e il gonfalone sono stati riconosciuti con DCG del 29 luglio 1933.
(Art. 3 c. 2 dello Statuto comunale)
Lo stemma del comune di Lungro presenta una composizione simbolica: il leone rampante sopra ad uno scrigno con quattro stelle, rappresenta una comunità fiera di sé, mentre nel testo dello statuto comunale manca il riferimento a un elemento presente nello stemma e molto significativo: due coppe dalle quali scorre abbondante acqua che simboleggiano il torrente Tiro e il Galatro che costeggiano il paese.

### Onorificenze
Il 4 maggio 2007 Lungro è stata fregiata della denominazione di "Città del Risorgimento", su proposta dello scrittore Giuseppe Martino autore di numerosi saggi storici, in virtù delle vicende storiche di cui la cittadinanza si è resa protagonista. Questa onorificenza è stata assegnata al paese arbëreshë del Pollino come "Comunità Simbolo del Risorgimento italiano" per essere stata protagonista di una vera e propria epopea di questo periodo storico.

## Monumenti e luoghi d'interesse

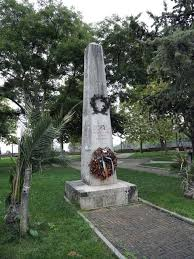
Monumento ai caduti all'interno della villa comunale

Esistono due monumenti "alla memoria" su corso Giorgio Castriota Scanderbeg: il monumento dedicato ai Caduti ed il monumento dedicato ai Salinari.

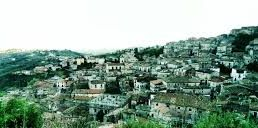
La gjitonia o vicinato nel centro storico ripreso "ka udha" da Sant'Elia

Tra i luoghi di interesse naturalistici si può individuare Piano del Faggio, Piano del Minatore e Piano Campolongo, quest'ultimo si trova a circa 1.200 metri s.l.m. ed è una delle porte di accesso al Parco Nazionale del Pollino.
Alcuni punti panoramici come la strada "ka udha" (salita gjitonia sant'Elia) dalla quale si può scorgere l'intero paese e tutta la piana di Sibari o Piazza Brego dal quale osservare il centro storico e i monti sopra di esso.

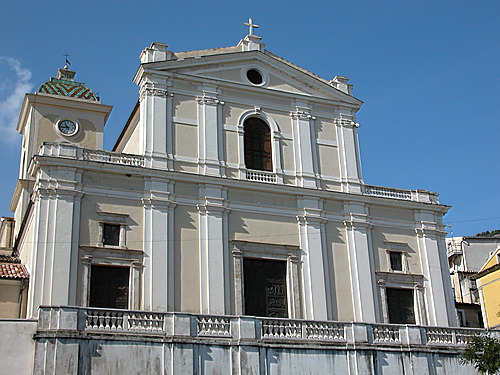
La Cattedrale di San Nicola di Mira, principale chiesa dell'Eparchia e sede degli albanesi dell'Italia continentale

### Cattedrale di San Nicola di Mira
- Cattedrale di San Nicola di Mira (Qisha e Shën Kollit, XVIII secolo), è la principale chiesa dell'Eparchia di Lungro. La costruzione dell'attuale chiesa è del 1721, dopo che il terremoto della fine del XVII secolo aveva distrutto quella preesistente, dedicata sempre a S. Nicola di Mira.

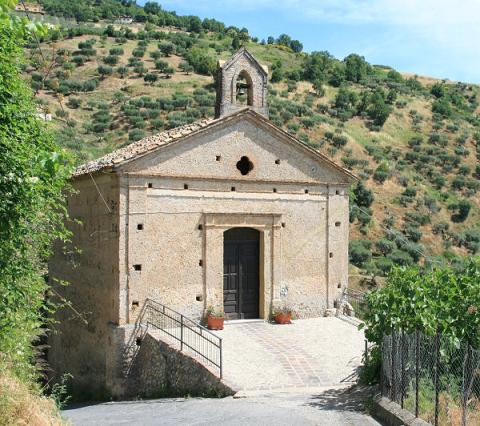
La chiesetta di Santa Maria dell'Icona, al cui interno è custodita la prima testimonianza di iconografia bizantina degli albanesi su pietra, che raffigura la Madonna con Bambino

### Chiesa di Santa Maria dell'Icona o di Costantinopoli
- Chiesa di Santa Maria dell'Icona o di Costantinopoli (Qisha e Shën Mëria e Konxis, XVI secolo), sorge su una rupe in prossimità del torrente Tiro, che a quei tempi segnava il confine naturale del territorio tra Lungro e Saracena. È la prima chiesa edificata dagli albanesi in onore della Madonna Odigitria, molto venerata in Oriente. All'interno vi è custodita la prima testimonianza di iconografia bizantina su pietra che raffigura appunto la Madonna con Bambino. Molto interessante è il soffitto ligneo a cassettoni che allestisce la chiesa e che venne realizzato nel 1663 da Angelo La Petra artista calabro. Di notevole fattura era anche il baldacchino, trafugato anni fa, che incorniciava la preziosa icona. La sua edificazione posta sul confine nord-est del borgo medievale segna il termine dell'agglomerato urbano del borgo. Osservando la struttura urbana medievale si può notare come gli albanesi, oltre a insediarsi nella parte più alta del casale (ka bregu), vollero edificare le proprie dimore anche in prossimità del borgo. Il tessuto architettonico di quel periodo si apriva, probabilmente, con il monastero di Santa Maria delle Fonti a sud ovest, e terminava a nord-est con la chiesetta di Santa Maria di Costantinopoli. Il proseguimento di tale linea urbana oltre a dare maggiori garanzie di protezione agli albanesi, rendeva più fruibili le risorse idriche e territoriali del vicino torrente Tiro.

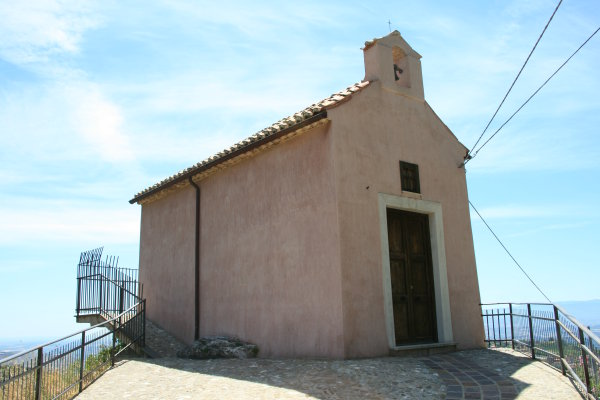
La chiesetta di Sant'Elia, edificata alla fine del XVII secolo

### Chiesa di Sant'Elia
- Chiesa di Sant'Elia (Qisha e Shën Llirit, fine del XVII secolo), sorge su un punto che, probabilmente, fungeva da posto di vedetta per gli abitanti del piccolo borgo. Strategicamente la chiesetta dedicata a Sant'Elia profeta, è posta su una splendida e suggestiva rupe che partendo dalle gole del torrente Tiro, si innalza vertiginosamente sopra la chiesa di Santa Maria dell'Icona e segna uno dei punti più alti dell'agglomerato urbano del paese. In prossimità dell'edificio, sul versante sud è possibile scorgere la grotta di Sant'Elia, una profonda insenatura tra le pietre di interessanti peculiarità speleologiche ancora oggi inesplorate. Nel periodo del Risorgimento il culto del santo era molto praticato poiché Sant'Elia veniva considerato il liberatore del popolo albanese di Lungro dalle repressioni borboniche. Alcuni versi in albanese, i pochi tramandati fino ad oggi e che ancora si canta dai fedeli nella processione del Santo, furono scritti dal poeta Vincenzo Stratigò nel 1852. Da allora il governo borbonico proibì la processione perché aveva intuito il significato rivoluzionario di quei versi che il popolo di Lungro cantava per inneggiare al santo battagliero invocando da lui la caduta del regime borbonico ed il ritorno alla libertà.

### Chiesa di Santa Maria del Carmelo
- Chiesa di Santa Maria del Carmelo (Shën Mëria e Karmunit, inizio XVII secolo) eretta nel 1608 come convento ebbe una fiorente attività culturale fino al 1808 quando venne chiuso e (per l'editto di Napoleone) fu adibito a cimitero. La chiesetta è dedicata alla Beata Vergine del Monte Carmelo e conserva la statua in legno della Vergine con il Bambino. Nelle due domeniche intorno al 16 luglio vi sono due processioni: la domenica prima del 16 luglio la Madonna viene portata all'alba dalla chiesetta in Cattedrale (dopo la veglia nella notte); il sabato sera vi sono i festeggiamenti laici (concerto, spettacolo pirotecnico), la domenica mattina un'imponente fiera si snoda per l'ex SS105 e in serata la solenne processione.

### Cappelle
- Santa Maria delle Fonti (Qisha e Shin Mëris e Ujravet), dell'importante monastero di Santa Maria delle Fonti, non è rimasta nessuna testimonianza, tant'è che neanche i ruderi dell'imponente fabbricato, oggi, è possibile scorgere nel sito dove nel 1156 venne edificato. Le calamità naturali come i terremoti e gli avventati interventi edilizi, non hanno lasciato traccia dell'importante edificio. Alcune recenti ricerche eseguite da uno studioso di Lungro hanno individuato, nei pressi del sito, la cappella appartenuta al monastero. L'attendibilità di tale studio inedito, viene suffragata da molti elementi scientifici distintivi. Le misure della cappella, per esempio, si attestano, in maniera inequivocabile, alle tipologie di costruzione standard del periodo. I materiali usati e la disposizione delle finestre e dell'ingresso corrispondono all'orientamento che veniva dato alle cappelle costruite in Calabria tra il 1000 e il 1200. Della cappella, ad oggi, rimane unicamente un affresco della Santa Parasceve attualmente in esposizione nella sagrestia della Cattedrale di San Nicola di Mira.
- San Leonardo, (Shin Linardi) sprofondata per problemi idrogeologici.

### Architetture civili

#### Palazzi
- Palazzo della Curia Vescovile
- Palazzo De Marchis
- Palazzo Stratigò
- Palazzo Kabregu
- Palazzo Damis
- Palazzo Belluscio
- Palazzo Cucci
- Palazzo Vaccaro

#### Altri luoghi d'interesse
- Piazza XVI Luglio
- Piazza Garibaldi
- Corso Skanderbeg
- Kastjeli

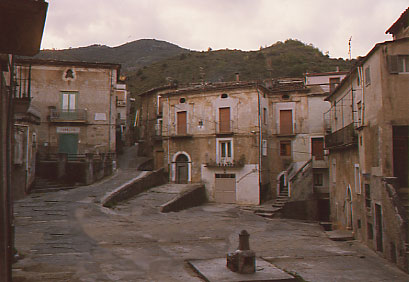
Piazza XVI Luglio e vista da una angolazione particolare il monte Petrosa quasi a ridosso, e la storica fontana del centro.

- Piano Campolongo (all'interno del Parco nazionale del Pollino)
- Piano del Faggio (all'interno del Parco nazionale del Pollino)
- Piano del Minatore (all'interno del Parco nazionale del Pollino)
- Fontana: Kroji Katundit nel rione Konxa
- Torrente Tiro

### Siti archeologici
- Ruderi di un castello medievale nella parte alta del paese (Kastjeli):

Nel 1531 su iniziativa del barone Pescara di Saracena, signore del casale Lungrium negli anni 1531-1537 venne dato avvio ai lavori, su un punto strategico della città, per la costruzione di un poderoso castello che eretto su un promontorio di riferimento, dove probabilmente già esisteva un edificio baronale, e da dove era possibile controllare sia l’accampamento albanese, le gjitonie, sia le numerose scorribande dei nemici, costituiva per il signore proprietario la principale vedetta militare oltreché la propria dimora abituale. Il castello di Lungro non esercitò, tuttavia, le sue funzioni strategico-militari per molto tempo. Anzi già nel 1538, come nota il De Marchis nel suo Breve Cenno Monografico-Storico del Comune di Lungro, venne acquisito dai signori di Altomonte che dopo aver riconquistato i diritti sul territorio e utilizzato la dimora feudale come posto di vedetta, ritennero proficuo adibirla ad abitazione civile rendendo un privilegio a qualche famiglia particolarmente fedele ai signori proprietari.
- Antica miniera di salgemma, archeologia industriale

## Società

### Evoluzione demografica
I primi dati sull'andamento demografico del paese vengono annoverati in "fuochi": nel 1476 si registra la presenza di 17 fuochi, nel 1532 sono 51, nel 1545 sono 77, nel 1561 continua l'aumento demografico con la presenza di 101 fuochi, nel 1595 sono 160, nel 1648 si arriverà al massimo, ovvero 164 fuochi per diminuire nel 1669 in 131 fuochi.
AbitantiAnno01000200030004000500060001800181518461861Popolazione
Abitanti censiti

### Gemellaggi
•  Montceau-les-Mines, da ottobre 2019

### Religione

#### Rito bizantino

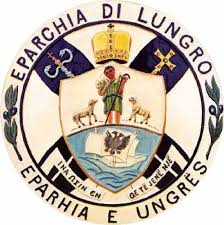
Stemma dell'Eparchia di Lungro

L'Eparchia di Lungro è il fondamentale punto di riferimento per gli italo-albanesi continentali, e continua a custodire la tradizione religiosa, linguistica e l'identità culturale arbëreshë. L'Eparchia venne creata il 13 febbraio del 1919 da Papa Benedetto XV e il primo Eparca fu Giovanni Mele, cui succedettero Giovanni Stamati ed Ercole Lupinacci. Attualmente è retta dall'eparca Donato Oliverio. L'Eparchia preserva e tutela la lingua, gli usi, il patrimonio religioso e culturale della minoranza albanese d'Italia.

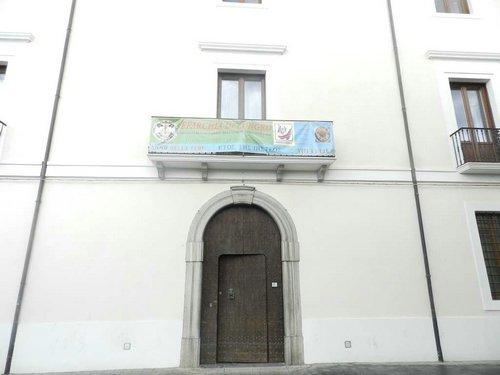
Palazzo vescovile e sede dell'Eparchia di Lungro

La spiritualità religiosa che lega le chiese degli arbëreshë a Costantinopoli è millenaria. L'Eparchia di Lungro, istituita nel 1919 per volere di Papa Benedetto XV, raggruppa sotto la propria giurisdizione la maggior parte delle chiese arbëreshë di rito greco-bizantino della provincia di Cosenza e alcune anche fuori dalla regione Calabria. La spiritualità arbëreshe, che fa riferimento al cristianesimo di tipo bizantino, si definisce nella profondità del rito, ricco di simbolismo e di suggestivi cerimoniali. Il mantenimento del rito ha coeso la civiltà arbëreshe tramandando le tradizioni popolari, i canti liturgici in lingua greca e albanese, gli usi e i costumi. Il ruolo che la Chiesa bizantina ha avuto in più di cinque secoli è stato di fondamentale importanza perché ha consentito ai propri fedeli di praticare il rito orientale e di mantenere e coltivare la propria lingua e la propria identità. È proprio il rito bizantino-greco che diventa elemento principale e cardine della conservazione del patrimonio della cultura e della tradizione albanese. La liturgia e tutte le celebrazioni religiose sono celebrate in greco e in albanese e, in rare occasioni, in italiano.
È importante ricordare tuttavia, le grandi difficoltà che hanno dovuto superare gli arbëreshë nel preservare la propria identità, etnica e religiosa, dai continui attacchi della cultura dominante indigena (latina), volti a dissuadere i fedeli albanesi dalla pratica del rito orientale. Le differenze sostanziali tra il cristianesimo greco-bizantino e quello latino, si notano per il diritto canonico, che segue quello degli ortodossi, per il calendario liturgico proprio e i cerimoniali orientali. La messa è quella di San Giovanni Crisostomo che viene celebrata in lingua greca nelle funzioni solenni, in lingua albanese nelle funzioni quotidiane. Le peculiarità del rito orientale, inoltre, si evidenziano nei paramenti sacri, nella venerazione delle sante icone nonché nella struttura architettonica della Chiesa. Le particolarità suggestive del rito bizantino, si basano sui differenti cerimoniali che si praticano per i sacramenti dell'Iniziazione cristiana. Battesimo (Pagëzim), cresima (Vërtetim) ed eucaristia (Kungjimi) vengono somministrati insieme e la comunione viene fatta con il pane e con il vino. Molto suggestivo è il cerimoniale del matrimonio e particolarmente mistiche e cariche di spiritualità sono le funzioni della Settimana Santa di Lungro (Java e Madhe), preparata dalla Grande e Santa Quaresima.

### Tradizioni e folclore

#### Feste popolari

##### San Leonardo
La festa di San Leonardo, celebrata il 6 novembre, è importante per ciò che il santo ha significato per la Salina di Lungro, egli era infatti stato scelto dai minatori stessi come loro protettore, tanto che negli anni tra il 700 ed l'800 vi eressero una cappella in suo onore.

##### La festa patronale di San Nicola e kaminet (i falò)
Tra le feste della tradizione lungrese, quella certamente più importante è la festa patronale a San Nicola di Mira (Shën Kolli) che si tiene il 6 dicembre.
La festa patronale è celebrata insieme alla festa di altri due santi: San Francesco Saverio (Shën Frangji Saveri) e San Francesco di Paola (Shën Frangjisku). Nei giorni 3-4-5 dicembre di ogni anno, dopo la celebrazione del novenario, vengono accesi i falò: il 3 dicembre in onore di San Francesco Saverio (data in cui ricorre anche la sua morte), il 4 dicembre in onore di San Francesco di Paola ed il 5 dicembre (la serata più sentita dal popolo lungrese) in onore di San Nicola. Il 5 dicembre nella Cattedrale ha luogo il vespro con, al termine, la benedizione dei pani e la distribuzioni di essi. Nella mattina del 6 dicembre si svolge la tradizionale fiera e nel pomeriggio la processione per le vie del paese.

##### Madonna del Carmelo
Un'altra importante festa viene celebrata nel periodo estivo in onore della Beata Vergine Maria del Monte Carmelo. Nelle due domeniche intorno al 16 di luglio vi sono due processioni: la domenica prima del 16 luglio la Madonna viene portata all'alba dalla chiesetta in Cattedrale (dopo la veglia nella notte); il sabato sera vi sono i festeggiamenti laici (concerto, spettacolo pirotecnico), la domenica mattina un'imponente fiera si snoda per l'ex SS105 e in serata la Solenne Processione.

#### Java e Prigatorëvet
Nelle comunità arbëreshe ed in particolare a Lungro, in questa settimana che ricorre dalla domenica fino al sabato precedente la prima la domenica di Carnevale (dodici giorni prima del mercoledì delle Ceneri), si ricordano i morti (si crede che Gesù Cristo abbia dato loro il permesso di uscire dai sepolcri o meglio di ritornare nel regno dei vivi come anime, per visitare i luoghi abitati in vita). A Lungro tuttora è viva la tradizione della "picihudhra" ovvero chiedere un’offerta per l’anima dei defunti; i bambini o persone bisognose bussando alle porte della "gjitonia" attendono venga donato del cibo o delle bevande «Për shpirtën e prigatorëvet» ("per l’anima dei morti"); ringraziando si risponde al dono dicendo «Nglezot gjithë të vdekurit» ("Possano riposare in pace i morti"). Secondo la tradizione popolare i defunti fanno ritorno nella loro eterna dimora il sabato mattina, quando terminata la liturgia i fedeli si recano in processione al cimitero per far visita ai loro cari. Per tutta la settimana gli strumenti tipici del carnevale lungrese si "spengono". Alla domenica, detta «e diella të lidhurvet» (letteralmente "la domenica delle cose unite") le famiglie si riuniscono intorno alla tavola imbandita per ricordare ancora una volta i propri defunti per i quali si è pregato nei giorni precedenti, e da questo giorno ha inizio il carnevale.

#### Il Carnevale
Il Carnevale (Karnivalli) a Lungro riveste una particolare importanza e desta grande interesse in tutto il comprensorio del Pollino. Le peculiarità etniche e folcloriche collocano questa festa tra gli eventi più importanti della tradizione popolare arbëreshë. Per le vie del paese al ritmo della classica fila lungrese si incontrano comitive di ragazzi e adulti e a ritmo percorrono le strette vie del centro storico. Queste comitive poi vengono accolte nelle case e viene offerto loro vino e cibi casarecci, tutto allietato dal suono degli organetti e delle zampogne e intramezzato dagli antichi e famosi vjershë (poesie) della tradizione canora arbëresh. La vera particolarità del carnevale lungrese è data dall'improvvisazione; nessun vero calendario di eventi, solo la spontaneità dei gruppi di suonatori e delle mascherate singole o di gruppo che animano le vie del centro, per poi continuare nelle case o nei katoqi (cantine).

#### Il rito del fidanzamento e matrimonio
Il rito del fidanzamento e matrimonio (riti i kushqit e martesës), quindi il rito delle nozze presso gli arbëreshë, ha avuto sempre un suo particolare fascino e per il cerimoniale preparatorio e per la funzione religiosa. Naturalmente nel corso dei secoli è andato a modificarsi il prima e il dopo in alcune sfaccettature, mentre la cerimonia religiosa di rito bizantino è rimasta invariata. Queste descrizioni del matrimonio presso gli Albanesi d'Italia sono state scritte da Francesco Tajani in Historie albanesi del 1866.
Il rito del fidanzamento avviene in un giorno stabilito, quando lo sposo, con un corteo di uomini e di donne di tutto il suo parentado, si avvia per farne la conoscenza. I nuovi parenti lo ricevono con gioia. Le donne intonano un canto di lode, poi esse da un lato, gli uomini dall'altro, intrecciano una danza; lo sposo agli altri uniti, carotando a lei d'intorno le gitta nella madia l'anello nuziale, a sua volta la sposa lo raccoglie, e continuando nella sua occupazione lo tiene in fior di labbra. Indi il corteo si scioglie. Con questa pubblica formalità il nodo è divenuto indissolubile, la coppia ha scambiato un primo segno di amore, il paese intero lo sa, ardono già le tede, gli Albanesi non saprebbero spegnerle altrimenti che col sangue. Fino a quando non si preparano gli sponsali si usa che il giovane innamorato con gli amici a coro tutta notte al chiarore di luna, spiega coi canti albanesi sotto la finestra della sua bella gli spasimi della concepita passione, la inneggia, le tramanda i suoi sospiri, e perciò i canti erotici sono molto comuni. Non sempre però va bene: può capitare di ricevere addosso qualche secchio d'acqua. Anche se i due giovani si erano fidanzati, l'ultima parola spettava al padre della ragazza. Se il padre è d'accordo allora si fa il fidanzamento ufficiale (kushqia). Il giorno del fidanzamento viene indicato generalmente con "i qelljin artë" (portano l'oro) alla ragazza e non con "bejin kushqin" (si fidanzano). Infatti il rito del fidanzamento, oltre che incontro ufficiale tra le famiglie per il consenso al matrimonio, è caratterizzato dai regali in oro che il fidanzato e la sua famiglia donano alla ragazza. La regola diceva che il fidanzato doveva regalarle l'anello e la madre sia la collana che il bracciale. Prima dello scambio dei regali e quindi dell'ufficialità del fidanzamento si discute delle prospettive che il ragazzo può dare alla ragazza e della dote (paja) della ragazza. Anche dopo il fidanzamento i ragazzi possono uscire assieme solo se accompagnati dai genitori della ragazza o da qualche parente intimo. Fissata la data delle nozze, si fanno le pubblicazioni e si scelgono i testimoni (kumbartë) che generalmente sono parenti o amici di famiglia. La settimana che precede il giorno del matrimonio, che si svolgeva di domenica, le famiglie ricevono le visite di parenti ed amici che portano i doni. Il giovedì la famiglia dello sposo manda a casa della sposa un canestro (kanistra) con abbigliamento e il costume albanese da sposa. La famiglia della sposa, invece, il sabato ricambia i regali inviando una guantiera (spaza). La donna che porta quest'ultima guantiera percorre le strade che avrebbe fatto, il giorno dopo, il corteo nuziale. Le portatrici dei cesti ottenevano un compenso in denaro dal ricevente. Più era alto il compenso, più si erano apprezzati i regali ricevuti.
La mattina del matrimonio comincia il rito della vestizione con il costume albanese completo di tutti i suoi particolari. Il rito è abbastanza lungo, tanto che ancora oggi, quando uno perde tempo si dice "vë stolit", cioè indossa il costume albanese. Quando la sposa è pronta, viene inviato il dolce nuziale (mastacualli) in casa dello sposo. Il corteo dello sposo può così muoversi per raggiungere la casa della sposa attraversando vie diverse da quelle che avrebbe percorso il corteo nuziale. Il primo a partire è il corteo dello sposo, seguito da quello della sposa. A capo del primo corteo c'e il padre dello sposo e un parente stretto, seguito poi dallo sposo con i due testimoni e gli invitati dello sposo. Subito dopo la sposa con il padre e gli invitati. Arrivati davanti al portone principale della chiesa lo sposo si ferma e attende l'arrivo della sposa, e si entra in chiesa dove li aspetta il papàs e dove avrà luogo la funzione. Usciti dalla chiesa il corteo si reca generalmente nella casa dello sposo. Durante il passaggio dei cortei era consuetudine lanciare confetti e monetine agli sposi da parte del vicinato o di conoscenti che non partecipavano al matrimonio. Arrivati sulla soglia della casa, ad attenderli c'e la madre dello sposo che cinge entrambi con una fettuccia elegante accogliendo la nuova coppia in casa. Iniziano allora i festeggiamenti con il vino migliore, conservato per l'occasione, e dolci tutti fatti in casa. Bisogna ricordare che le donne albanesi, al pari dell'uomo, esercitano dominio all'interno della casa.
Oggi, in linea di massima, il rito e le tradizioni del matrimonio sono gli stessi. Il rito del fidanzamento ha perso in parte di valore e da una cinquantina d'anni in pochi ci si sposa in costume albanese. Si sta perdendo anche l'usanza di andare a casa della sposa prima di recarsi in chiesa. Infatti spesso lo sposo attende la sposa direttamente in chiesa. La funzione religiosa è rimasta invariata.
Alcuni importanti termini sono: fidanzato e genero: "dhëndërr", fidanzata "nusja", suocero/suocera: "vjehërr/vjehëra", nuora: "e re", fidanzamento: "kushqi", matrimonio: "martesë".

#### Il rito del Mate

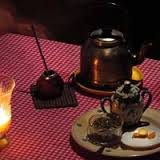
Nella foto gli strumenti per preparare il mate: kungulli (il contenitore), Pumbixhi (una specie di cannuccia di metallo) e Çikullatera (contenitore dove bolle l'acqua)

Il rituale del mate (riti i matit) ha una radice proveniente dai flussi migratori che hanno portato molti albanesi di Lungro ad abbandonare il paese per sbarcare in America, specialmente in Argentina. Tra le usanze culinarie esclusive di Lungro, il rito del mate, rappresenta un grande esempio di contaminazione gastronomica e inclusione sociale. Kungulli, contenitore incavo ottenuto da una zucchina accuratamente svuotata, Pumbixhi, una specie di cannuccia di metallo e Çikullatera , il contenitore dove bolle l'acqua, sono accessori fondamentali del rituale. La preparazione del mate è molto semplice. Dopo aver posto Çikullateren sul fuoco e riscaldata l'acqua si prepara kungullin all'interno del quale si mette un pezzo di brace, una buccia di arancia precedentemente essiccata, la mate si mette pumbixhi e si aggiunge lo zucchero quindi si versa l'acqua calda e si consuma il contenuto aspirandolo chiaramente tramite pumbixhin. L'atmosfera fa da cornice a questo rituale è quella invernale, quando i lungresi amano sedersi in cerchio vicino alla focolare (vatra), per gustare il mate, facendolo circolare di mano in mano in gjitonì o agli ospiti che bevono tutti nello stesso pumbixh. Questa pratica circolare, ha attecchito in maniera istantanea a Lungro, una delle culle della cultura arbëreshe dove la cognizione di circolarità è fortemente presente sia nel concezione del modo di vivere che negli ambiti architettonici. Questo elemento di notevole interesse socio-antropologico ha ulteriormente rafforzato i connotati della socialità ed ha contribuito a rendere ancora più solidi i principi della gjitonia arbëreshe.

### Istituzioni, enti e associazioni

#### Ospedale Civile
L'Ospedale Civile di Lungro, iniziato a costruire nel 1967, terminato nel 1970 ed inaugurato l'otto dicembre del 1976 è un complesso realizzato con moderna soluzione architettonica, situato in contrada Carrocchia. La struttura si articola su quattro piani e sorge su un'area di 8000 m² su un'altura a 550 metri sul livello del mare, in una posizione panoramica dalla quale è possibile dominare con lo sguardo il massiccio dei monti a nord (Pollino) e la vasta pianura di Sibari sino al mare Ionio a sud - est. L'Ospedale è stato fino a qualche anno fa un importante punto di riferimento per la sanità della zona e dei territori più vicini. Negli ultimi anni, con il piano di rientro del commissario alla sanità della Regione Calabria, il nosocomio è stato riconvertito in C.A.P.T. (Centro Assistenza Primaria Territoriale) e in "Casa della Salute".

## Cultura

### Istruzione
- Biblioteca comunale «Alberto Straticò»;
- Biblioteca della Cattedrale;[31]
- Fondo Curia vescovile;
- Fondo privato Alfredo Frega;
- Fondo privato Famiglia Stratigò.

### Scuole
- Scuola Materna Statale
- Scuola Materna Paritaria "De Santoianni"
- Scuola Primaria
- Scuola Secondaria di Primo Grado
- Liceo Scientifico Sportivo
- Istituto Professionale Industria e Artigianato

### Musei

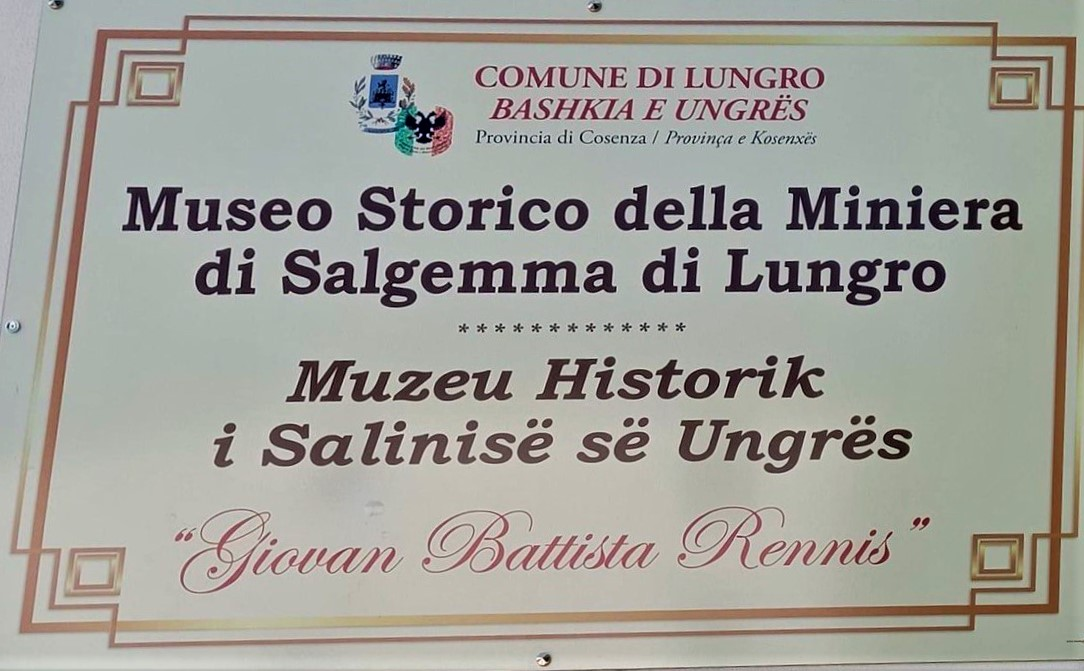
Tabella bilingue del Museo Storico della Miniera di Salgemma di Lungro

- Museo Storico della Miniera di Salgemma: inaugurato nel 2010 raccoglie cimeli, documenti, divise di chi ha lavorato all'interno dello stabile; trasferito nel 2022 presso la sede dell'ex biblioteca comunale, in Corso Skanderbeg, viene inaugurato il 14 maggio dello stesso anno e intitolato alla memoria del professore Giovan Battista Rennis, ideatore del museo.
- Museo Diocesano dell'Eparchia di Lungro: inaugurato il 1º novembre 2015, ospita tutti i paramenti sacri dei vescovi che si sono succeduti nell'Eparchia dalla sua istituzione, nel 1919, rilanciando gli oggetti della tradizione culturale e religiosa dell'Eparchia.

### Media

#### Stampa
- Lajme (Periodico dell'Eparchia di Lungro)
- DIELLI - Il sole (Periodico di politica e cultura)
- Il Tiro (non più in uscita) - era un bimestrale battagliero pubblicato a Lungro nei primi anni 1880 da Costantino Bellusci, direttore responsabile, e stampato a Castrovillari dalla storica tipografia di Francesco Patitucci. Aveva come sottotitolo "Gazzetta del Popolo". Il foglio nei pochi anni di vita aveva raccolto i favori di una larga schiera di lettori di Lungro e non solo[32]. La prima pagina del 2 maggio 1882 .

### Costume

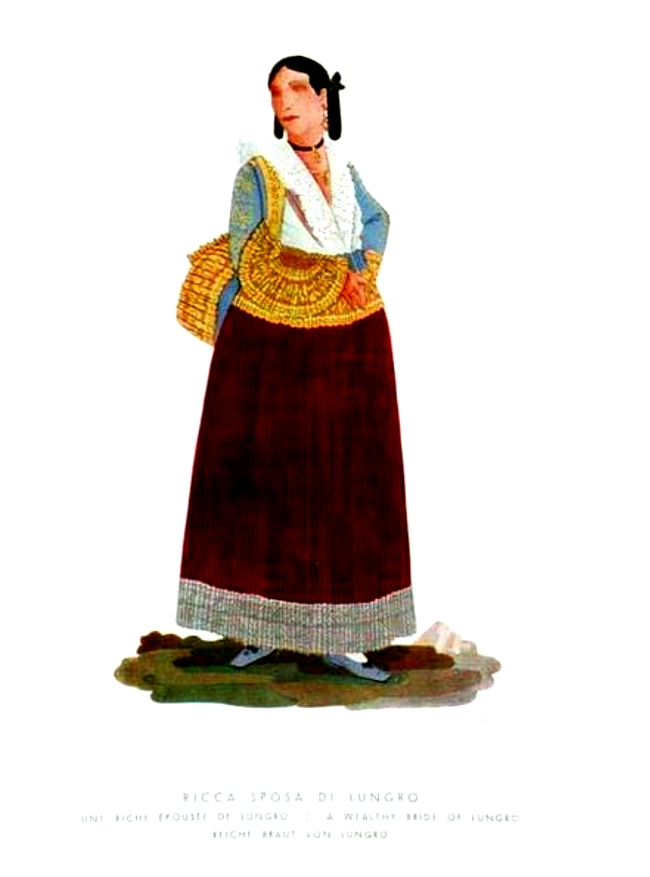
Tipico costume femminile usato per i giorni festivi

I tipici costumi femminili (stolit) arbëreshe di Lungro sono ancora oggi indossati, sia dalle giovani che dalle più anziane. Ci sono due tipi di costumi femminili: uno usato per le feste e l'altro giornaliero. Il costume di gala è formato dai seguenti pezzi: due sottogonne (sutanina), una gonna pieghettata di raso rosso (kamizola) coi bordi intrecciati di filo d'oro (galuni), una gonna pieghettata di raso blu che viene raccolta a conchiglia e appoggiata sul braccio (cofa), una camicia bianca merlettata (linja) un gilè corto azzurro tutto ricamato in oro (xhipuni), capelli divisi al centro, intrecciati con nastri e raccolti indietro nella "kesa", uno scialle di colore rosso per le donne sposate (pani). Il costume giornaliero è l'abito giornaliero. È molto semplice ed è formato da: una gonna rossa pieghettata bordata di verde, una camicia bianca, un grembiule (vandizini), un gilè nero con ricamo in bianco. Il costume albanese maschile si usa solo in occasione di manifestazioni religiose e folcloristiche. È formato da pantaloni bianchi (brekët të bardha) con strisce laterali rosse o blu e ricami in giallo, camicia (këmish) bianca, gilè nero ricamato e cappello (këleshi) bianco di lana a forma di tronco di cono.

### Musica e canti
«I canti popolari albanesi, a dunque, sono espressioni individuali, materiati dei sentimenti del popolo, nutriti del patrimonio di ideale, che empivano di sé quell'età epica, quando tutto il popolo era cavaliere. Ma gli Albanesi la difesero con la spada e la eccitarono col canto, e quando le loro speranze furono troncate, molti abbandonarono la patria, fuggendo in direzioni diverse, e recando seco, poiché altro non potevano, le loro memorie e le loro canzoni, che rifiorirono nella terra dell'esilio. I canti amorosi ed elegiaci, che ci presentano un altro aspetto della vita, appaiono una scelta delle poesie più teneri ed eleganti che possegga la letteratura popolare albanese. Concezione chiara e squisita, sentimento fine e morbido, immagini pastose ed agili, c'empiono, ora di dolore ora di gioia, il cuore e le orecchie di musica gradita». Così scrisse il Marchianò sul popolo albanese, mettendo in luce quanto il canto fosse importante per la determinata etnia.
I canti (këngat) degli arbëreshë di Lungro generalmente sono di quattro tipologie diverse:
- Canti epici che raccontavano le gesta di Scanderbeg e del popolo albanese;
- Canti d'amore;
- Canti sacri (come le kalimere);
- Canti funebri.

Tra i canti più famosi ci sono: Ill i bukur, Ka mali, Kostandini i vogëlith, Vdekja e Skanderbeut, Ngushti Moresë, Kopile moj Kopile.

### Cucina
La gastronomia (të ngrënit) arbëreshe trova a Lungro un interessante crocevia per degustare le specialità tipiche arbëreshe e mediterranee. A Lungro è possibile gustare la pasta fresca in tutte le sue forme: maccheroni (rrashkatjelt), gnocchi (strangulrat), lasagne (tumac), spaghettini (fidhilt), bucatini (hullonjrat), conditi da semplici salse al pomodoro fresco e basilico, oppure da sughi a base di carne di maiale o capretto.
Tra le specialità tipiche ha un posto di rilievo Shtridhëlat me fasule, una particolarissima pasta lavorata finemente a mano e condita con una salsa al pomodoro e fagioli. È il piatto tipico di Lungro di origine albanese, in quanto non trova riscontri se non in altri paesi albanesi. La pasta, lavorata completamente a mano assume una forma particolare che si avvicina un po' a quella delle tagliatelle. Un altro piatto tipico è Dromsat a base di farina e acqua, condito con sugo di pomodoro fresco carico di peperoncino. Tra i secondi piatti, i funghi hanno un posto di prestigio per l'abbondanza del vegetale presente nel territorio montano. Tra le svariate ricette ci piace citare le più caratteristiche: funghi porcini con peperoni (këpurdhë me kangariqra), funghi e patate (këpurdhë me pataka). Prelibati sono inoltre i numerosi stufati di carne e peperoni: stufato di salsiccia e peperoni secchi (stufatjel me saucicë), stufato di costolette di maiale e peperoni (stufatjel me brinjaz derku). E poi la carne di maiale: le frattaglie (drudhezit), carne bollita (cingaridhet), la gelatina (puftea), oltre ai prelibati salami di Lungro con il caratteristico aroma del finocchio selvatico che li rende inconfondibili. I formaggi, prodotti dai pascoli di alta quota, ricchi di erbe aromatiche, hanno guadagnato un posto di rilievo. Il tutto si accompagna con i robusti vini locali dei vitigni di Galzei (Gauxet) o con i raffinati vini D.O.C. del Pollino. I dolci, infine, in primis kulaçi, sfarzoso dolce nuziale a base di miele; i dolci di Natale, grispellet, xhuxhullet, kanarikulit, bukunotet; i dolci di Pasqua, nusezat, biscotti con farina (viscote të pirvëluarë), olio e semi di anice, senza dimenticare la frutta secca dove primeggiano i famosi fichi di Lungro (fiqë të bardha e kriqezit).

### Eventi
A partire dal 2013 Lungro celebra la "Festa del vino e dei sapori antichi del territorio", un'edizione (giunta alla quinta edizione nel 2018) che propone l'associazione culturale Acta Ungra il 27 dicembre di ogni anno nel centro storico. In questo evento viene proposta la rassegna enogastronomica che ha come tematiche la valorizzazione dei prodotti tipici e l'imprenditoria del settore, dando risalto alle produzioni agroalimentari ed artigianali, e con tanta musica.
Dal 2016, durante il periodo di Carnevale, la Proloco "Arberia" di Lungro celebra la "Rievocazione Storica dell'eroe albanese Giorgio Castriota Skanderbeg", giunta alla sua terza edizione, per rievocare e ricordare le gesta dell'eroe albanese proseguendo i festeggiamenti con il famoso Carnevale Lungrese. Il nome dell'evento è stato intitolato "Skanderbeku: Prindi i Arbërisë" e viene svolta annualmente la domenica di carnevale.

## Economia

### Miniera di Salgemma

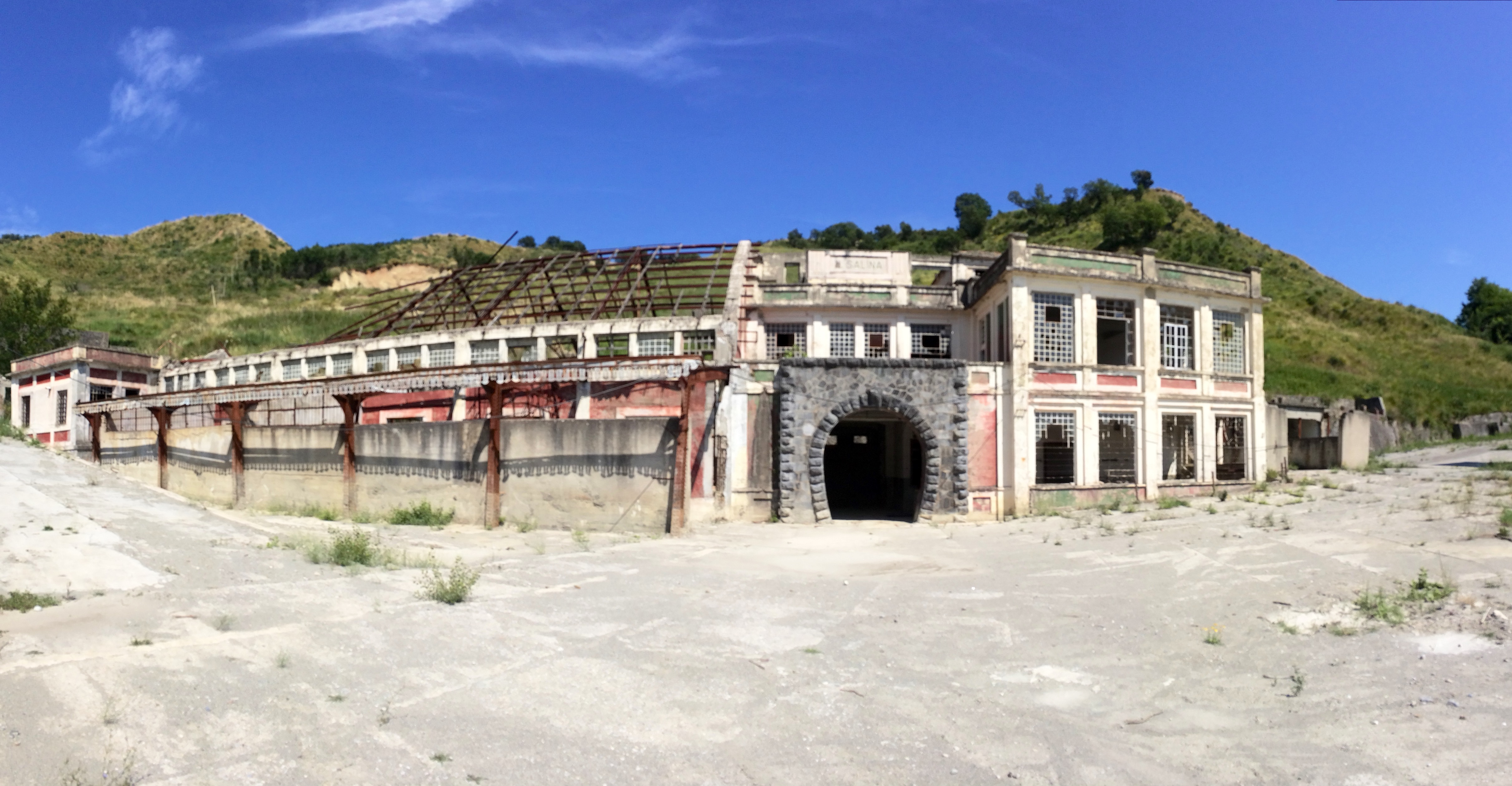
Esterno della Miniera di Salgemma

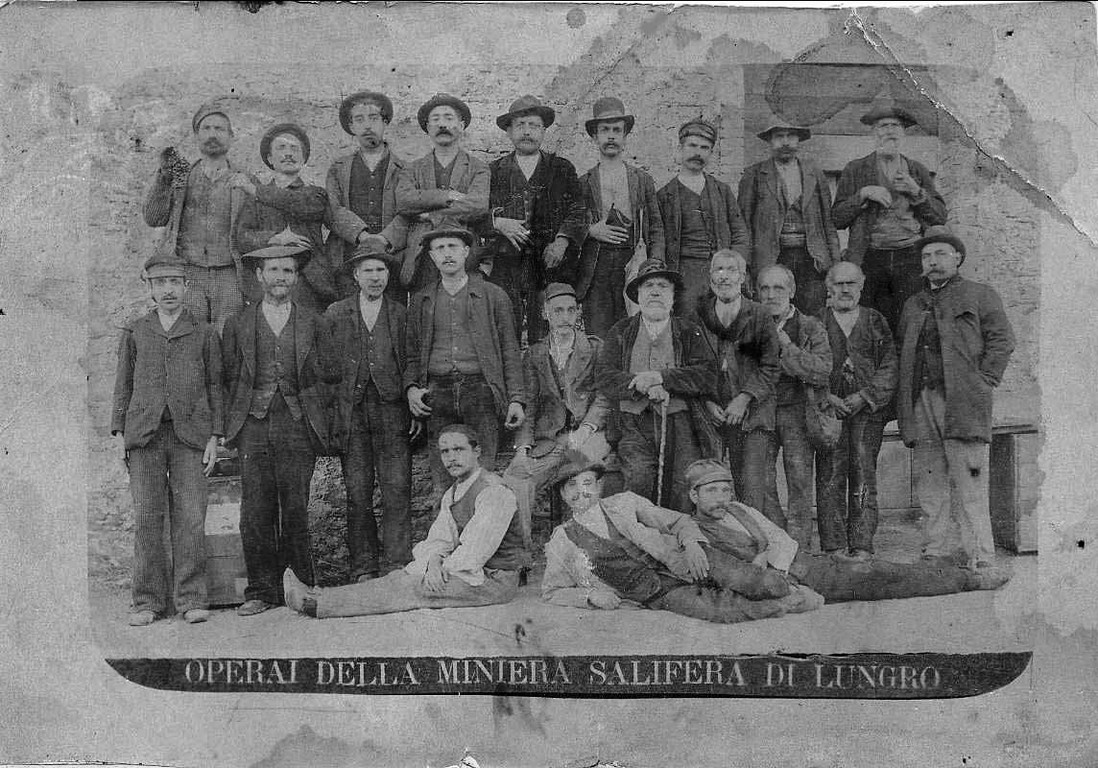
Operai della miniera salifera, Lungro, inizi del Novecento.

Nei pressi dell'abitato troviamo un'importante e profonda miniera di salgemma. Il giacimento salifero di Lungro, citato anche da Plinio il Vecchio, è stato la più grande ricchezza della Piana di Sibari sino al 1976, anno della chiusura. Il sale di Lungro veniva esportato in tutta la Calabria, in qualche altra regione d'Italia, e anche in Europa. La miniera di salgemma di Lungro diede lavoro a tantissimi lavoratori, che ogni giorno scendevano i 2000 gradini che portavano alle gallerie. Schematicamente la miniera di salgemma di Lungro era composta da un ammasso salino che aveva la forma di un cono rovesciato che si restringeva man mano che i salinari scendevano nei vari piani e livelli del sottosuolo. Il santo protettore dei salinari era San Leonardo a cui venne edificata una chiesetta che sprofondò per problemi idrogeologici. Nella storia della salina c'è da ricordare il glorioso sciopero generale del 1969 che evitò la chiusura, rimandata a pochi anni dopo. Ma tanti sono i fatti e le vicissitudini che hanno accompagnato l'estrazione del sale. Dal 1976 la salina è stata abbandonata, fino al 2015 quando è iniziato il percorso di recupero e restauro ad oggi però inspiegabilmente fermo. Per ricordare i salinari della miniera di Salgemma è stato instaurato un palco-monumento (rappresentanti i minatori al lavoro) in Corso Skanderbeg, a fianco della villetta comunale. Fino a qualche anno fa ogni giorno a mezzogiorno, dal tetto del palazzo "ex-dopolavoro", suonava la sirena, la stessa che accompagnava l'entrata dei minatori in miniera.

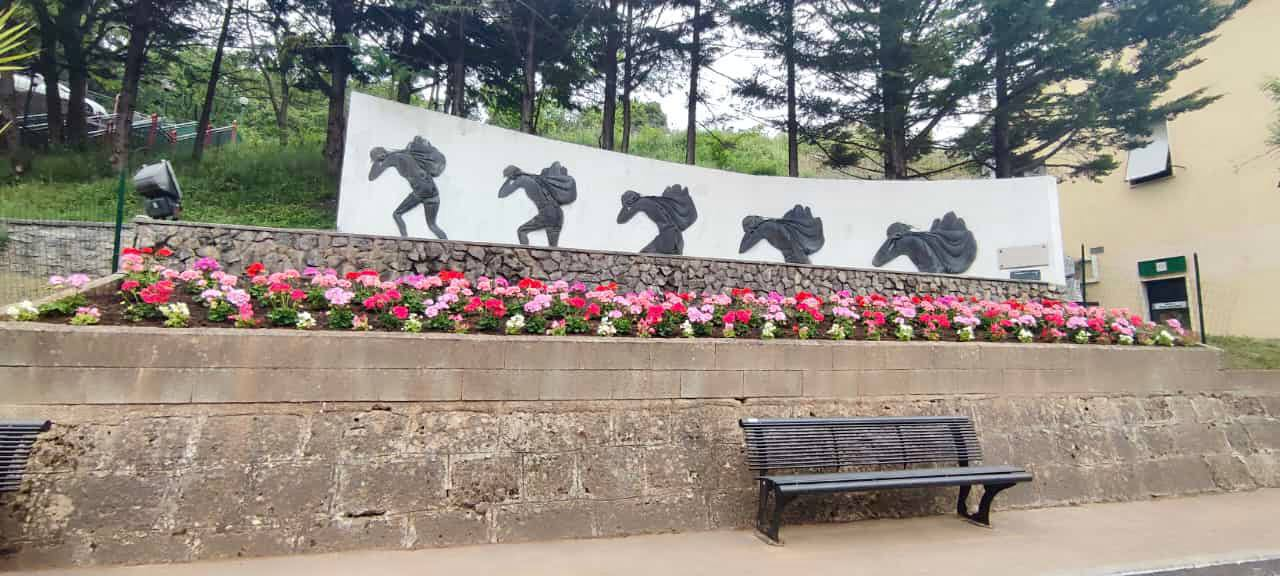
Monumento ai Salinari in corso Skanderbeg.

### Agricoltura
A Lungro l'agricoltura sia per l'ambiente fisico, per la ristrettezza del territorio e soprattutto per la presenza della secolare miniera salifera, ha avuto un carattere collaterale, e nei secoli ha avuto preferenze per le colture della vite, dell'ulivo, degli ortaggi, degli alberi da frutto, della produzione ed imbottigliamento dell'olio di oliva e del vino DOC.

### Rüeping
Nei primi del '900 un'azienda tedesca, la Rüeping S.p.A. stipulò un contratto con il comune di Saracena per il taglio e lo sfruttamento delle risorse boschive. Successivamente altre zone furono interessate dalla ditta come gli spazi montani di Lungro, Firmo, San Donato di Ninea, San Sosti, Mormanno, Morano Calabro, Verbicaro. Oltre 600 persone lavorarono al disboscamento che durò fino agli anni '50 (zona di Palombaro - Saracena) e tuttavia, ancora oggi permangono alcune tracce del periodo: il rifugio Palmenta (distrutto da un incendio nel 2014), tracce di binari (sulla strada che conduce da Piano Campolongo a Cardillo) che collegavano Piano Novacco con Piano Campolongo e teleferiche che trasportavano i tronchi alla frazione di Zoccalia (Saracena) da Piano Campolongo. Dal primo decennio del 1900 fino al 1930 circa, furono distrutte oltre 100.000 risparmiandone solo pochi esemplari per ettaro. Una ferrovia forestale a scartamento ridotto (600 mm) arrivava alla stazione di Spezzano Albanese Terme per la spedizione e l'imbarco dei tronchi al porto di Sibari.
Sino al 2014 esisteva nei pressi del rifugio di Piano Campolongo una costruzione risalente agli inizi del '900 utilizzata come deposito dai dipendenti dell'azienda Rüeping, divenuto poi rifugio (Rifugio Palmenta). A seguito di un incendio doloso, dell'edificio non è rimasto quasi nulla.

### Artigianato

#### Icone
L'origine orientale e costantinopolitana delle icone è stata, da sempre, un elemento a favore dell'imputata autenticità supportata, tra l'altro, da un testimone d'eccezione: il saccheggio di Costantinopoli del 1204 da parte dei Crociati, in seguito al quale, iniziarono a circolare in Occidente un gran numero di icone e reliquie. Altro requisito, necessario per l'attribuzione dello "status", il potere di operare miracoli, non perché miracolose di per sé, ma perché, tramite di esse, si rende manifesta l'opera taumaturgica del Signore. Nelle chiese arbëreshë di rito greco-bizantino le Sacre Immagini trovano collocazione in uno spazio loro destinato, l'iconostasi, che distingue il vima riservato ai celebranti, dalla navata destinata ai fedeli. Realizzate in materiale diverso da quello della struttura che le accoglie, le icone offrono ai fedeli di ogni livello culturale la possibilità di contemplare "quell'invisibile resosi visibile", oggetto di non poche argomentazioni patristiche, dimostrandosi detentrici di un linguaggio universale.

## Infrastrutture e trasporti
Lungro è raggiungibile tramite le SS 534-SP263 (ex SS105).

## Amministrazione
L'attuale amministrazione comunale di Lungro è guidata dal sindaco Carmine Ferraro, eletto nel turno elettorale del 12 giugno 2022 con la lista civica Rinascita. Nella politica locale Lungro ha avuto importanti candidati alla carica di sindaco.
| Periodo        | Primo Cittadino                      | Lista Vincente                       | Note |
| -------------- | ------------------------------------ | ------------------------------------ | --- |
| 1894 - 1905    | Nicola Irianni                       |                                      | [ 35 ] |
| 1905 - 1907    | Costantino Cucci                     |                                      | [ 35 ] |
| 1908 - 1910    | Ugo Strocchi                         |                                      | [ 35 ] |
| 1912 - 1913    | Francesco Saverio Samengo            |                                      | [ 35 ] |
| 1914 - 1920    | Pietro Laurito                       |                                      | [ 35 ] |
| 1920 - 1926    | Ambrogio Cortese                     |                                      | [ 35 ] |
| 1943 - 1946    | Angelo Stratigò                      |                                      | [ 35 ] |
| 1946 - 1952    | Martino Pasqualino                   | Sveglia (S.C.A.)                     | |
| 1952 - 1956    | Martino Pasqualino                   | Tromba (S.C.A.)                      | |
| 1956 - 1960    | Borrescio Vincenzo Verducci Giuseppe | Tromba (S.C.A.)                      | Dopo essere stato eletto pochi mesi prima, a Borrescio subentrò (non si sanno con preciso le cause) Verducci, membro del PCI e della lista elettorale TROMBA, che rimase in carica fino al termine del mandato |
| 1960 - 1965    | Blumetti Francesco Verducci Giuseppe | Tromba (S.C.A.)                      | Nel 1960 venne eletto Sindaco di Lungro Blumetti, salinaro e membro del PCI, che fece concludere il suo mandato da Verducci                                                                                    |
| 1965 - 1970    | Bellizzi Angelo                      | Due spighe (PSI-DC-PSDI)             | |
| 1970 - 1975    | Iannuzzi Vincenzo                    | Sveglia (PCI-PRI-PSIUP)              | |
| 1975 - 1980    | Iannuzzi Vincenzo                    | Sveglia (P.C.I. - P.S.I. - P.R.I.)   | |
| 1980 - 1985    | Iannuzzi Vincenzo                    | Sveglia (PCI - PSI)                  | |
| 1985 - 1990    | Iannuzzi Vincenzo                    | Sveglia (P.C.I.)                     | |
| 1990 - 1995    | Iannuzzi Vincenzo                    | Sveglia (P.C.I.)                     | |
| 1995 - 1998    | Iannuzzi Vincenzo                    | Sveglia (P.D.S.)                     | |
| 1998 - 2003    | Iannuzzi Vincenzo                    | Sveglia (P.D.S.- P.P.I)              | Le elezioni si svolgono prima della scadenza naturale in quanto il Sindaco Iannuzzi decade, a seguito di sentenza della Magistratura, in quanto non eleggibile nel 1995                                        |
| 2003 - 2006    | Iannuzzi Vincenzo                    | Sveglia (DEM.SIN.- VERDI-MARGHERITA) | |
| 2007 - 2012    | Santoianni Giuseppino                | Lungro nel cuore (Lista Civica)      | Le elezioni si svolgono prima della scadenza naturale in quanto il Sindaco Iannuzzi decade a seguito di una mozione di sfiducia da parte del consiglio comunale.                                               |
| 2012 - 2017    | Santoianni Giuseppino                | Lungro nel cuore (Lista Civica)      | |
| 2017 - 2022    | Santoianni Giuseppino                | Lungro nel cuore (Lista Civica)      | Il terzo mandato consecutivo è concesso secondo il "decreto Delrio" del 2014 |
| 2022 - ad oggi | Ferraro Carmine                      | Rinascita (Lista Civica)             | Al termine del turno elettorale i votanti saranno 1.624 su 2.661 elettori (61,71%), la lista "Rinascita" otterrà 844 voti (52,62%) e la lista "Lungro nel Cuore" 760 voti (47,38%).                            |

## Sport
Per circa 15 anni (dalla stagione 1980/1981 alla stagione 1994/1995) a Lungro prese vita una squadra di calcio dilettantistica, l'AS Lungro. Il colore sociale era il rosso, mentre il "simbolo" era un'aquila bicipite (che richiamava la bandiera Albanese, essendo Lungro comunità arbëreshë). La squadra ebbe il massimo risultato approdando e al campionato di Prima Categoria, restandoci sei stagioni (dopo sei stagioni in Seconda Categoria e tre in Terza Categoria senza mai retrocedere). Dal 1995, venendo a mancare la disponibilità del campo da gioco, la squadra non è stata iscritta ad un campionato dilettantistico. Agli inizi degli anni 2000 venne rifondata la squadra (con il nome di Polisportiva Lungro), ripartendo dalla Terza Categoria disputò quattro stagioni nel vecchio impianto sportivo; dopo questa breve parentesi, complice la totale indisponibilità del campo, la città non ebbe più una squadra calcistica.
Il 17 giugno 2016 nasce l'ASD Polisportiva Lungro con l'intento, riuscito, di creare un settore giovanile di calcio a 5.
Il 16 settembre 2019 nasce la Polisportiva Arberia, squadra di calcio a 11 militante in Terza Categoria, in rappresentanza dei tre comuni Lungro, Acquaformosa e Firmo con sede in quest'ultimo.